# Matthijs Siegenbeek

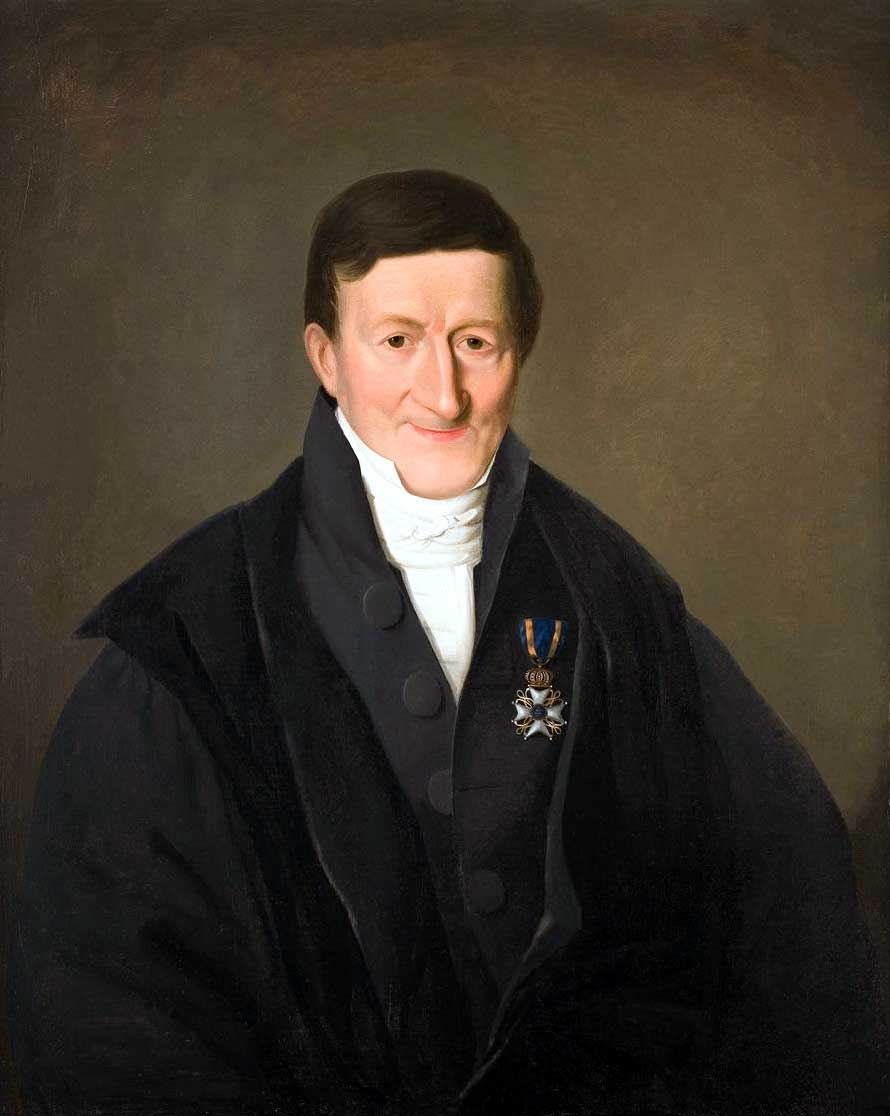
Matthijs Siegenbeek

Matthijs Siegenbeek, auch: Matthias Siegenbeck, (* 23. Juni 1774 in Amsterdam; † 26. November 1854 in Leiden) war ein niederländischer reformierter Theologe, Literaturwissenschaftler und Historiker.

## Leben

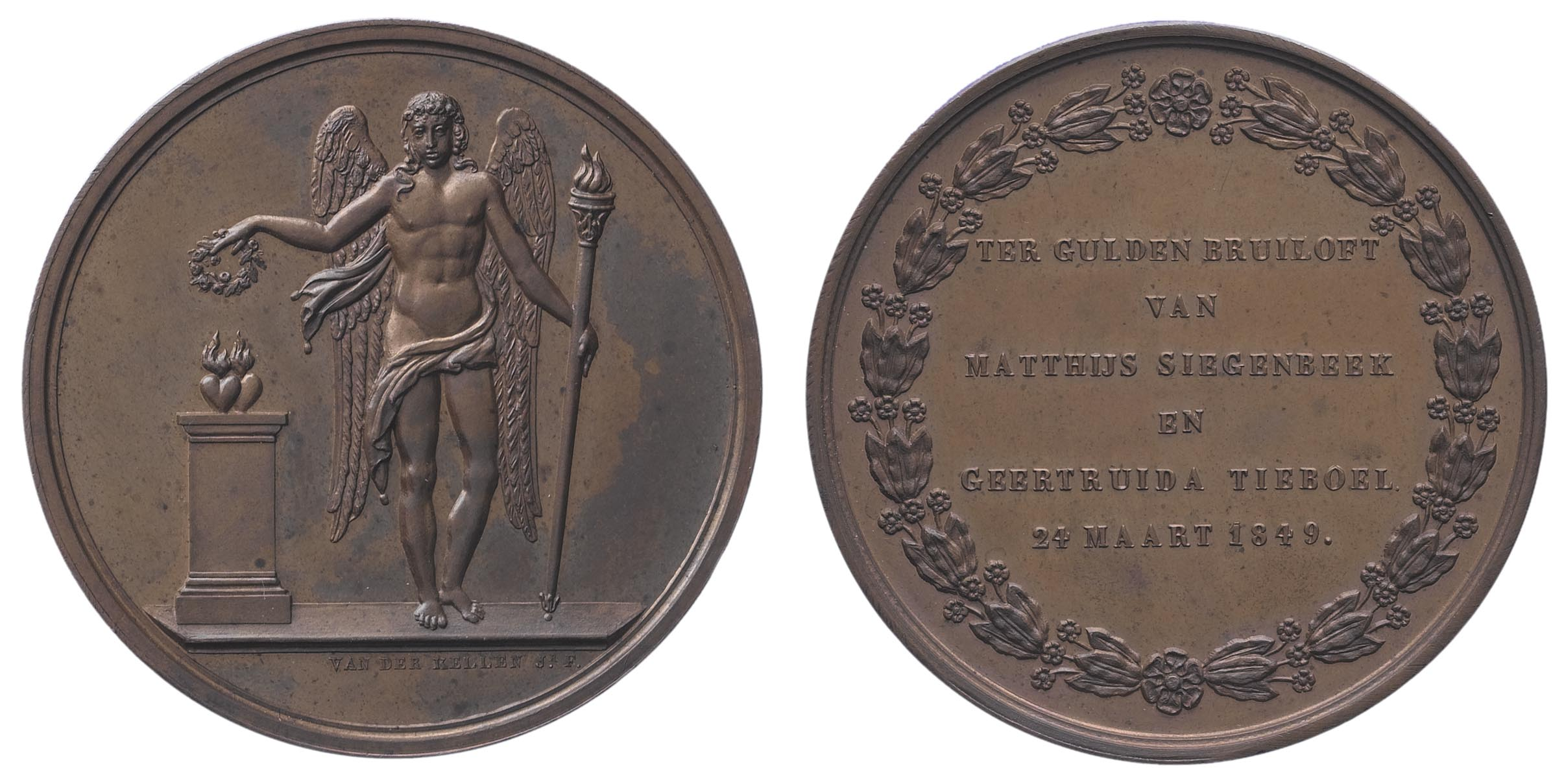
Medaille zur Goldenen Hochzeit für Matthijs Siegenbeek und Geertruida Tieboel. 1849.

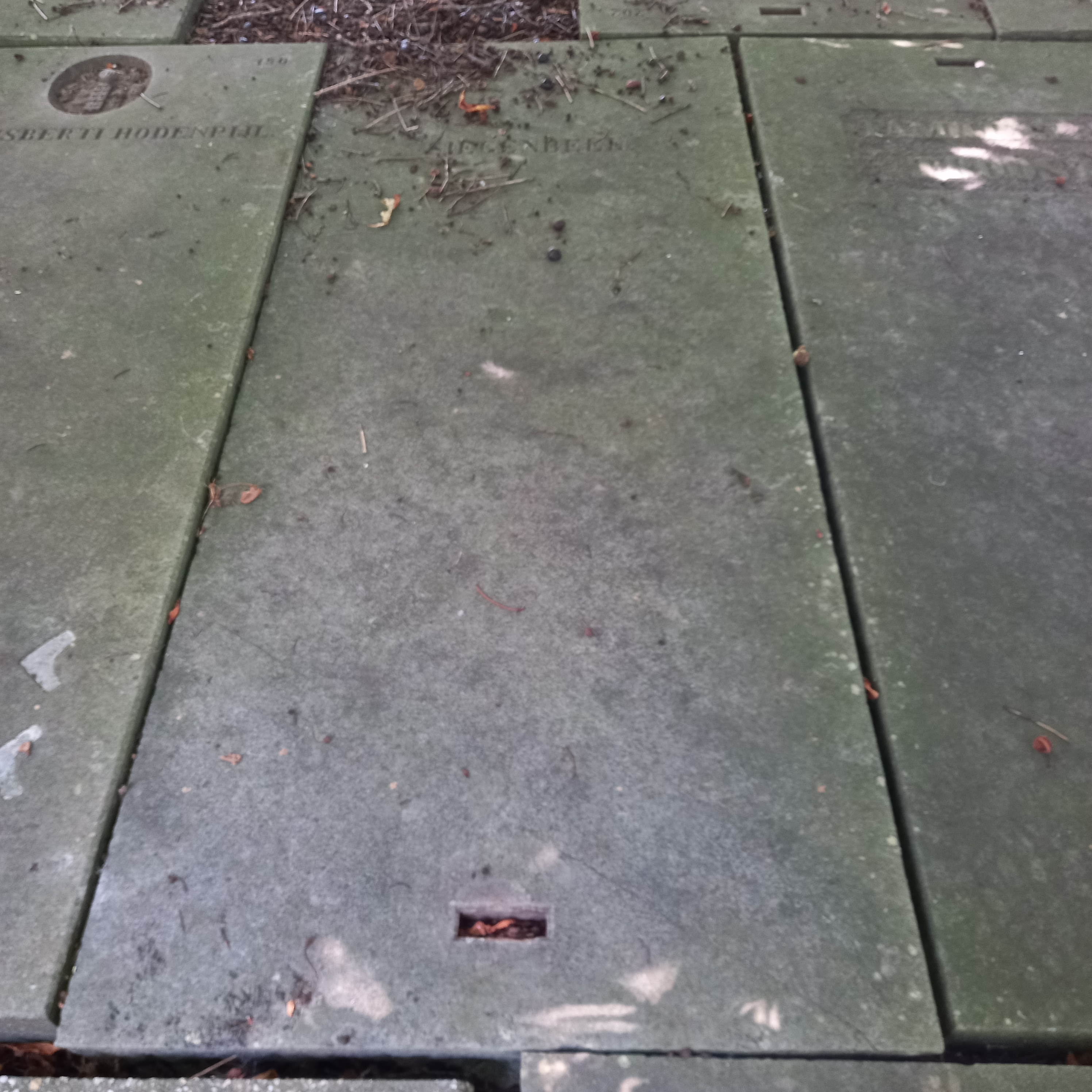
Das Grab von Matthijs Siegenbeek auf dem Friedhof Groenesteeg in Leiden

Siegenbeek stammt von deutschen Eltern reformierter Konfession und verblieb nach dem Tod eines jüngeren Bruders als einziger Sohn. Mit elf Jahren besuchte er die Lateinschule seines Geburtsorts, wo er sich unter dem Rektorat von Richeus van Ommeren (1757–1796) in deutscher, französischer und englischer Sprache weiterbildete. Dabei entwickelte er eine Vorliebe für die Poesie und die klassische Literatur. Nachdem er die Schule mit einer Arbeit über Carmen etegiacum, Ultima Jacobae Bavarae, morti proximae, verba verlassen hatte, wechselte er 1790 ans Athenaeum Illustre seiner Heimatstadt. Hier wurden Jean Henri van Swinden in Physik und Astronomie, Daniel Wyttenbach in der klassischen Literatur und Diederik Adriaan Walraven (1732–1804) in den orientalischen Sprachen seine prägenden Lehrer. Zudem studierte er am theologischen Seminar in Amsterdam bei Jan Konijnenburg (1758–1831), Paulus van Hemert (1756–1825) und Gerrit Jacob Hesselink (1755–1811). Dabei kamen seine außergewöhnlichen Kenntnisse in der niederländischen Sprache, Literatur und Poesie in verschiedenen Schriften zum Ausdruck. 
Am 3. Juni 1795 absolvierte er sein theologisches Examen und fand in seiner Heimatstadt eine Anstellung. Am 6. März 1796 erhielt er eine Predigerstelle in Dokkum. Am 10. August 1797 wurde er von den Kuratoren der Universität Leiden zum außerordentlichen Professor für spekulative Philosophie und Literatur berufen, welche Stelle er am 23. September 1797 mit der Rede Over het openbaar onderwijs in de Nederduitsche welsprekendheid (frei übersetzt: Über die öffentliche Bildung in der niederländischen Rhetorik) antrat. Am 31. Mai 1799 wurde er zum ordentlichen Professor derselben Fachrichtung berufen, welche Aufgabe er am 28. September 1799 mit der Abhandlung P.C. Hooft beschouwd als dichter en geschiedschryver (frei übersetzt: Pieter Corneliszoon Hooft beschrieben als Dichter und Geschichtsschreiber) übernahm. Nachdem er 1809/10 als Rektor der Alma Mater die Laudatio Jani Dousae gehalten hatte, erhielt er zudem am 5. März 1811 die Professur der neueren Literatur. Als nach den Befreiungskriegen die Leidener Hochschule wiedereröffnet wurde, erhielt er die Bestätigung seiner Professuren, war 1823/24 mit der artikulierten Abhandlung Laurentio Petro Spiegetio abermals Rektor der Hochschule gewesen und wurde am 3. Juli 1844 emeritiert. 
Maßgebliche Verdienste hatte sich Siegenbeek um die Entwicklung der niederländischen Rechtschreibung erworben. 1801 wurde er vom niederländischen Bildungsministerium beauftragt, eine einheitliche Rechtschreibung zu verfassen. Diese erschien 1804 unter dem Titel Verhandeling over den invloed der welluidendheid en gemakkelykheid van uitspraak op de spelling der nederduitsche taal und wurde am 18. Dezember 1804 als erste offizielle niederländische Rechtschreibregel eingeführt. Dieses Fundament der niederländischen Rechtschreibungsgeschichte, wurde im Folgejahr mit dem Woordenboek voor de nederduitsche spelling (frei ins deutsche übersetzt: Wörterbuch für die niederländische Sprache) untermauert. Von seiner Rechtschreibregel ist zum Beispiel das heute in der niederländischen typisch verwendete ij markant, das den damals oft benutzten Buchstaben y weitgehend verdrängte. Zudem sind auch seine historischen Forschungen und Lebensbeschreibungen seiner Zeitgenossen ein reichhaltiges Archiv, zu der Erforschung historischer Kontexte.
1800 wurde er Mitglied der Gesellschaft der Wissenschaften in Haarlem, 1803 Mitglied der niederländischen Gesellschaft der Literatur, 1805 Mitglied der Gesellschaft der Künste und Wissenschaften in Utrecht und 1808 Königlich-Niederländischen Akademie der Wissenschaften. Zudem war er Mitglied der Gesellschaft der Sprach- und Dichtkunde in Seeland und Friesland, sowie bei den literarischen Gesellschaften in Antwerpen, Gent, Brügge, Brüssel und Batavia. Zudem wurde er vom König zum Ritter des niederländischen Löwens und von der Gesellschaft der niederländischen Literatur zum Ehrenmitglied ernannt worden.

## Werke (Auswahl)
- Verhandeling over de spelling der Nederduitsche taal, ter bevordering van eenparigheid in dezelve. 1804 (Online); 1810, (Online)
- Woordenboek voor de nederduitsche spelling. 1805 (Online)
- Museum, of verzameling van stukken ter bevordering van fraaije kunsten en wetenschappen. 1812 (Online)
- Beknopte geschiedenis der Nederlandsche letterkunde. 1826 (Online)
- Geschiedenis der Leidsche Hoogeschool van hare oprigting in den jare 1575 tot het jaar 1825. 1829, 1. Bd. (Online, Online, Online, Online), 2. Bd. (Online), 1832 2. Bd. (Online)
- Redevoeringen en verhandelingen over onderwerpen, tot de vaderlandsche geschiedenis en letterkunde behoorende. 1836 (Online)
- Verslag van de verhooren door Johan van Oldenbarnovelt ondergaan in die afdeelingen. 1849 (Online),
- Geschiedenis der Burgerwapening in Nederland. 1851 (Online)
- Proeven van Nederduitsche dichtkunde uit de zeventiende eeuw. 1856